# Candice Wiggins
Candice Wiggins (Baltimore, Maryland, 14 de febrero de 1987) es una exjugadora de baloncesto estadounidense. Jugaba en la posición de base y mide 1,80 metros.

## Trayectoria deportiva
En la escuela privada de « La Jolla Country Day School » en La Jolla (California), destacó en voleibol, atletismo y, especialmente, en baloncesto. A lo largo de sus cuatro temporadas en La Jolla consiguió llevar a su equipo a la final del campeonato estatal y logró ganar dos finales. Posteriormente, se unió a la Universidad de Stanford.  Se convirtió en la primera jugadora de primer año (freshman) en obtener el título de jugadora del año de la Conferencia de los 12 del Pacífico. Es la única jugadora de la historia de esta conferencia en ganar tres veces este título. Stanford perdió la final de la Final Four contra Tennessee para su temporada sénior en 2008. Durante el torneo final de la NCAA, Wiggins consiguió 44 puntos en la primera ronda, 41 en la segunda y en la Elite Eight (equivalente a los cuartos de final), convirtiéndose así en la primera jugadora en anotar más de 40 puntos en varios ocasiones en un mismo torneo final de la NCAAA3. Este mismo año Wiggins se llevó el Wade Trophy que recompensa a la mejor jugadora universitaria del país. Se convirtió en la mejor anotadora de Conferencia de los 12 del Pacífico con 2 629 puntos. También detiene el récord de puntos en una misma temporada con 787 puntos en la temporada 2008. Sus 281 robos también  batieron el récord de la Universidad de Standford en esta categoría estadística. Se convirtió en la primera jugadora en ser cuatro veces All-America.
Fue seleccionada en la tercera ronda de la draft WNBA 2008 por los Minnesota Lynx. Wiggins fue nombrada rookie del mes de junio en 2008 y acabó siendo la Mejor Sexta Mujer de la WNBA de la temporada 2008.
En su segunda temporada en la liga, formó parte del cinco inicial en los 34 encuentros de la fase regular. Aprovechó los 29 minutos 9 de media que le dio su entrenador para tener una media 13,1 puntos, 2,9 rebotes y 2,6 asistencias. La franquicia de los Lynx acabó quinta de la conferencia Oeste con un parcial de 14 victorias y 20 derrotas. Durante esa temporada, recibió su primer título de mejor jugadora de la semana (de la conferencia oeste) gracias a unas estadísticas de 23,5 puntos, 4,5 asistencias, 4,0 rebotes y 2.5 robos conseguidas en dos victorias de los Lynx.
Los Lynx debutaron la temporada 2010 sin dos de sus de jugadoras titulares, Seimone Augustus, que se recuperaba de una operación en la rodilla izquierda por une tumor detectado la temporada anterior, y Candace Wigins por una lesión de rodilla. Tras su vuelta a las canchas el 1 de junio de 2010, el 23 de junio de 2010 sufrió una rotura del talón de Aquiles que puso término a su temporada. Sus estadísticas en esa breve temporada para ella fueron de 13,8 puntos, 2,8 rebotes y 2,1 asistencias en 29,8 minutos.
Candace Wiggins evolucionó en Europa. En enero de 2009 se unió al Ros Casares Valencia, equipo con el que ganó la Copa de la Reina de Baloncesto. Disputó también sus primeros partidos en la Euroliga, la mayor competición europea, donde logró unas estadísticas de 8,3 puntos, 2,3 rebotes y 0,5 asistencias en 15 minutos. También ganó el título de campeona de España. Después de esta primera experiencia en Europa, jugó en Grecia en la temporada 2009-2010 para el Athinaïkós Výronas. El club ganó tres títulos : el campeonato de Grecia y la copa de Grecia y la Eurocopa. En esta última competición disputó 16 enfrentamientos con unas estadísticas de 15,1puntos, 3,8 rebotes y 2,6 asistencias y fue nombrada mejor jugadora de la competición.
En marzo de 2013 fue parte de un traspaso y acabó en los Tulsa Shock.

### Retiro
Wiggins anunció su retiro del baloncesto profesional el 22 de marzo de 2016. Al año siguiente, en una entrevista publicada por el The San Diego Union-Tribune, la exdeportista afirmó que lo que había motivado su abandono de la actividad había sido el acoso psicológico que padeció por ser heterosexual en una liga dominada por lesbianas.

## Selección nacional
Wiggins integró la selección estadounidense que obtuvo el título en el Campeonato FIBA Américas Femenino Sub-18 de 2004 y en el Campeonato Mundial de Baloncesto Femenino Sub-19 de 2005.
Posteriormente fue varias veces convocada para formar parte de la selección absoluta entre 2007 y 2010, pero solamente jugó partidos amistosos. 

## Vida personal
Candice Wiggins nació en Baltimore (Maryland). Su padre, Alan Wiggins jugó en la Major League Baseball para los Orioles de Baltimore. Cuando se retiró, él y toda su familia se mudaron a San Diego, California. Murió de sida poco después de la mudanza, cuando Candice tenía solo cuatro años. Un año antes, con tres años, Candice sufrió un grave accidente de coche por culpa del que casi pierde un ojo.